# Старое южное кладбище
Ста́рое ю́жное кла́дбище (нем. Alter Südfriedhof) — историческое кладбище в Мюнхене, в районе Людвигфорштадт-Изарфорштадт (нем. Ludwigsvorstadt-Isarvorstadt), приблизительно в 500 метрах южнее старого города и его южных Зендлингских ворот. Основано в 1563 году герцогом Альбрехтом V как кладбище для умерших от чумы. Сейчас кладбище не действует и используется как городской парк и музей под открытым небом. На кладбище похоронены многие известные личности, такие как Георг Симон Ом.

## История
Во время эпидемии чумы 1563 года церковные кладбища внутри городской стены оказались переполнены и возникла необходимость в открытии нового кладбища за городскими стенами. Герцог Альбрехт V приказал создать новое кладбище, которое было расположено в пятистах метрах от Зендлингских ворот к югу от городских стен. Во время Тридцатилетней войны стены кладбища и другие каменные сооружения были снесены из опасений, что шведы смогут использовать их в качестве укреплений. До 1788 года кладбище, тогда называвшееся Внешним, предназначалось исключительно для неимущей части населения города. Люди с достатком хоронили своих родственников на кладбищах внутри городских стен. В 1788 году вышел декрет, запрещающий кладбища внутри городских стен, после чего все захоронения внутри города были перенесены на Внешнее кладбище и перезахоронены в братских могилах.
С 1788 по 1868 год кладбище было единственным кладбищем Мюнхена. В 1844 году кладбище было расширено на юг: архитектор Фридрих фон Гертнер построил новую часть квадратной формы в итальянском стиле.
Поскольку в городе были открыты или планировались к открытию новые большие кладбища, в 1898 году магистратом Мюнхена было принято решение о поэтапном завершении использования Старого южного кладбища. По причине более чем 300-летнего использования, старая часть кладбища уже не годилась для дальнейших захоронений. 1 января 1944 года кладбище было окончательно закрыто. Захоронения сильно пострадали в ходе боевых действий во время Второй мировой войны.
После окончания войны кладбище было частично восстановлено (5000 памятников из 21 000). На некоторых из памятников всё ещё видны следы боевых действий: памятник Иохиму Ильриху Химбселю, строителю первой железной дороги от Мюнхена до Аугсбурга и первого парохода на Штарнбергском озере, например, был прострелен пулемётной очередью, став, таким образом, памятником бессмысленному разрушению военных лет.
Сейчас кладбище используется как парк и музей под открытым небом, где можно увидеть могилы многих известных личностей, похороненных там.